# Giulia Farnese
Giulia Farnese (1474 - 23 de març de 1524) va ser amant del papa Alexandre VI i germana del papa Pau III. Era coneguda com a Giulia la bella.
Lorenzo Pucci la va descriure com "la més bonica per contemplar". Cèsar Borja, el fill d'Alexandre VI, la va descriure com de "color fosc, ulls negres, cara rodona i una ardor particular".

## Biografia

### Família
Giulia Farnese va néixer a Canino, Laci, Itàlia. Els seus pares eren Pier Luigi Farnese, Signore di Montalto (1435–1487), i la seva muller Giovanna Caetani. Un membre anterior d'aquesta dinastia havia estat el Papa Bonifaci VIII (1294–1303). Va tenir quatre germans. El seu germà més gran, Alessandro, era un notari que es va embarcar en una carrera eclesiàstica. El segon germà, Bartolomeo, es va convertir en Senyor de Montalto en lloc d'Alessandro, es va casar amb Iolanda Monaldeschi i va tenir descendència. El seu tercer germà, Angelo, es va casar amb Lella Orsini i va tenir descendència femenina. El quart germà era una noia, Girolama.

### Matrimoni i relació amb Alexandre VI

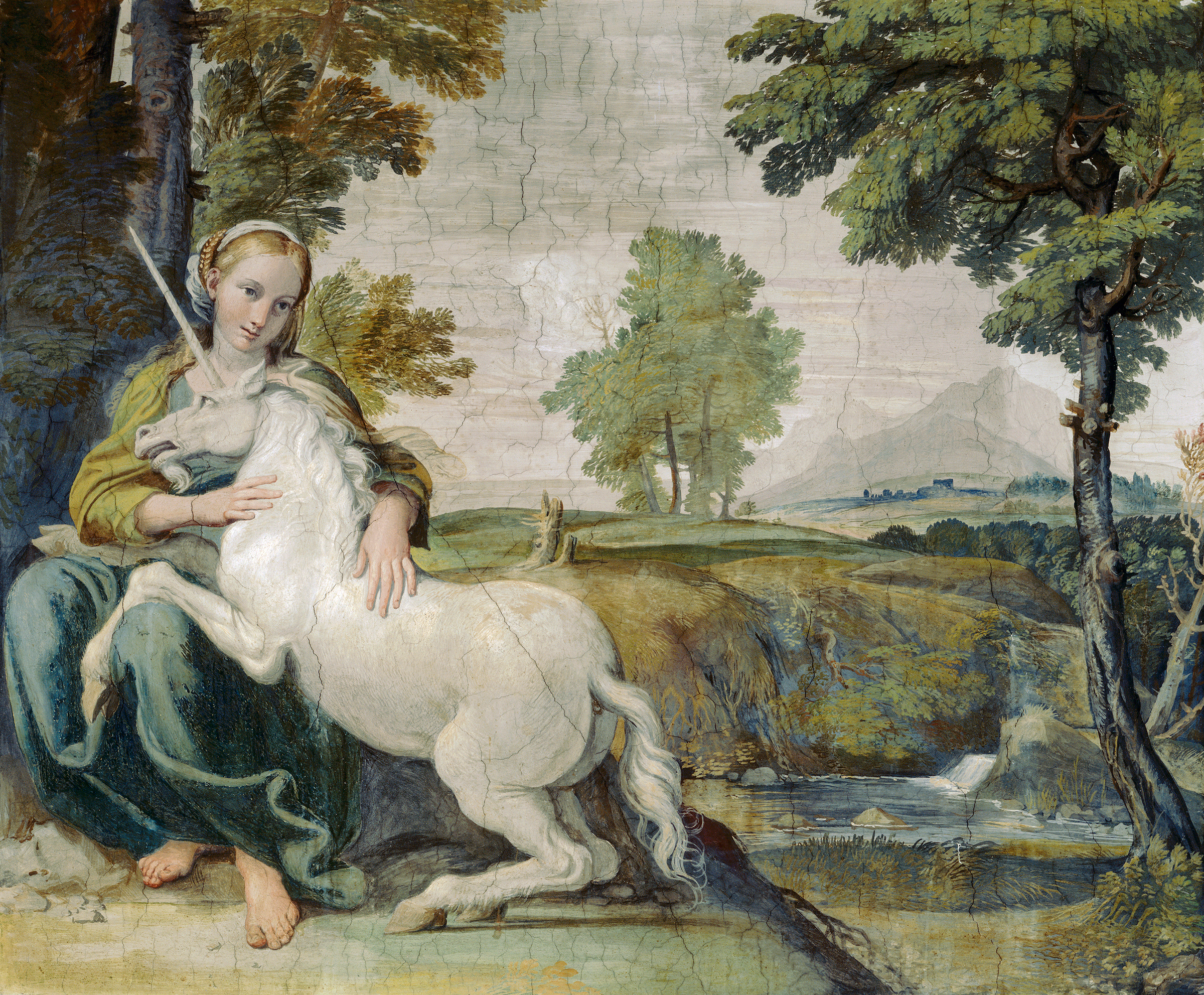
Giulia Farnese com – Una Senyora jove i un Unicorn, per Domenico Zampieri, ca 1602, Palau Farnese

El 21 de maig de 1489, Giulia es va casar amb Orsino Orsini a Roma (la signatura del contracte matrimonial va tenir lloc el dia anterior). El seu dot va ser de 3.000 florins d'or (al voltant de 500.000 dòlars americans). Orsini, que es descrivia com a guenyo i sense cap confiança significativa en si mateix, era el fillastre d'Adriana de Mila, una cosina tercera del cardenal Roderic Borja, que aleshores era vicerector de l'Església. Segons Maria Bellonci, és incert quan Roderic Borja (el papa Alexandre VI) es va enamorar de Giulia i va decidir convertir-la en la seva amant. El que se sap és que Adriana de Mila va acabar donant el seu vistiplau a la relació de Roderic Borja i Giulia Farnese per obtenir un estatus superior per al seu fill al Vaticà. El novembre de 1493, Giulia vivia amb Adriana de Mila i la filla del papa Lucrècia Borja en un palauet construït feia poc al costat del Vaticà al qual el papa podia fer les seves visites clandestines. L'afer va ser àmpliament rumorejat entre els xafarders de l'època, i es va fer referència a Giulia com a "puta del Papa" o sarcàsticament com a "la promesa de Crist". Giulia i Lucrècia es van convertir en amigues íntimes.
Escriptors com Michael de la Bedoyere discuteixen el seu estatus al·legat com a amant.
A través de les seves relacions íntimes amb el Papa, Giulia va ser capaç d'aconseguir que el seu germà Alessandro (el futur Pau III) fos Cardenal el 1493.
El 30 de novembre de 1492 Giulia va donar llum a una nena anomenada Laura. No queda clar si el pare de Laura va ser Orsino o Alexandre. Maria Bellonci creu que hi ha evidència que va tenir una relació física amb el seu marit. En qualsevol cas, Giulia va reclamar que Laura era de fet filla del Papa, però això pot haver estat per elevar el seu estatus de cara a un futur matrimoni. El 1494, va enfurir el Papa en marxar a Capodimonte per ser a l'enterrament del seu germà Angelo. Va quedar-se lluny de Roma, fins i tot després de la mort del seu germà, per la insistència del seu marit, que finalment va capitular a la pressió papal, i aviat va tornar amb el seu amant. Això va tenir lloc al mateix temps de la invasió francesa d'Itàlia per Carles VIII. Giulia va ser capturada pel capità francès Yves d'Allegre, que va reclamar del Papa, i va rebre, un rescat de 3.000 escuts per portar-la segura a Roma.
Giulia va romandre a prop del Papa fins al 1499 o el 1500. En aquell moment, sembla que havia caigut el seu favor a causa de la seva edat (25 o 26 anys). Bellonci creu que el trencament entre ambdós es va fer probablement de forma amistosa amb l'ajuda d'Adriana de Mila. El seu marit també va morir en aquest moment. Després es va traslladar a Carbognano, que no està lluny de Roma. El castell d'aquesta ciutat havia estat donat a Orsino per Alexandre VI.

### Últims anys
Giulia va tornar a Roma per al casament de la seva filla Laura el 1505. Laura es va casar amb Niccolò Franciotti della Rovere, senyor de Gallese, que era germà del cardenal Galeotto Franciotti della Rovere i fill de Laura della Rovere, germana del llavors papa Juli II. Per a Júlia, el temps de l'amor no s'havia acabat. En els primers anys de la seva viduïtat, després d'una sèrie d'amants els noms dels quals no s'han registrat, es va casar amb el baró Giovanni Capece Bozzuto di Afragola, membre de la noblesa napolitana de baix rang. El 1506, Giulia es va convertir en el governador de Carbognano. Giulia es va instal·lar a la ciutadella del castell; anys després, el seu nom estava inscrit a la seva porta. La crònica del castell diu que Giulia era una administradora capaç que governava de manera ferma i enèrgica. Giulia es va mantenir a Carbognano fins al 1522; després va tornar a Roma.
Giulia va morir allà, a casa del seu germà, el cardenal Alessandro.Tenia 50 anys. Es desconeix la causa de la seva mort. Deu anys després, el seu germà va pujar al tron com a Pau III. Laura i Niccolò van tenir tres fills, que van heretar les possessions de la família Orsini.

## En la cultura popular
En la sèrie de televisió The Borgias, Giulia és interpretada per Lotte Verbeek.
El 2011 al Canal+, a la sèrie Borgia, Giulia és interpretada per Marta Gastini.
Giulia és la protagonista de la sèrie de llibres de Kate Quinn The Borgia Chronicles.

## Avantpassats
|  |                                           |  |  |  |  |  |  |  |  |  |  |  |  |  |  |  |
|  | 16. Ranuccio Farnese, Signore di Montalto |  |  |  |  |  |  |  |  |  |  |  |  |  |  |  |
|  |                                           |  |  |  |  |  |  |  |  |  |  |  |  |  |  |  |
|  |                                           |  |  |  |  |  |  |  |  |  |  |  |  |  |  |  |
|  | 8. Pietro Farnese, Signore di Montalto    |  |  |  |  |  |  |  |  |  |  |  |  |  |  |  |
|  |                                           |  |  |  |  |  |  |  |  |  |  |  |  |  |  |  |
|  |                                           |  |  |  |  |  |  |  |  |  |  |  |  |  |  |  |
|  | 17. Pantasilea Salimbeni                  |  |  |  |  |  |  |  |  |  |  |  |  |  |  |  |
|  |                                           |  |  |  |  |  |  |  |  |  |  |  |  |  |  |  |
|  |                                           |  |  |  |  |  |  |  |  |  |  |  |  |  |  |  |
|  | 4. Ranuccio Farnese il Vecchio            |  |  |  |  |  |  |  |  |  |  |  |  |  |  |  |
|  |                                           |  |  |  |  |  |  |  |  |  |  |  |  |  |  |  |
|  |                                           |  |  |  |  |  |  |  |  |  |  |  |  |  |  |  |
|  | 18.                                       |  |  |  |  |  |  |  |  |  |  |  |  |  |  |  |
|  |                                           |  |  |  |  |  |  |  |  |  |  |  |  |  |  |  |
|  |                                           |  |  |  |  |  |  |  |  |  |  |  |  |  |  |  |
|  | 9. Pantasilea Dolci                       |  |  |  |  |  |  |  |  |  |  |  |  |  |  |  |
|  |                                           |  |  |  |  |  |  |  |  |  |  |  |  |  |  |  |
|  |                                           |  |  |  |  |  |  |  |  |  |  |  |  |  |  |  |
|  | 19.                                       |  |  |  |  |  |  |  |  |  |  |  |  |  |  |  |
|  |                                           |  |  |  |  |  |  |  |  |  |  |  |  |  |  |  |
|  |                                           |  |  |  |  |  |  |  |  |  |  |  |  |  |  |  |
|  | 2. Pier Luigi Farnese, Montalto di Castro |  |  |  |  |  |  |  |  |  |  |  |  |  |  |  |
|  |                                           |  |  |  |  |  |  |  |  |  |  |  |  |  |  |  |
|  |                                           |  |  |  |  |  |  |  |  |  |  |  |  |  |  |  |
|  | 20.                                       |  |  |  |  |  |  |  |  |  |  |  |  |  |  |  |
|  |                                           |  |  |  |  |  |  |  |  |  |  |  |  |  |  |  |
|  |                                           |  |  |  |  |  |  |  |  |  |  |  |  |  |  |  |
|  | 10. Angelo Monaldeschi                    |  |  |  |  |  |  |  |  |  |  |  |  |  |  |  |
|  |                                           |  |  |  |  |  |  |  |  |  |  |  |  |  |  |  |
|  |                                           |  |  |  |  |  |  |  |  |  |  |  |  |  |  |  |
|  | 21.                                       |  |  |  |  |  |  |  |  |  |  |  |  |  |  |  |
|  |                                           |  |  |  |  |  |  |  |  |  |  |  |  |  |  |  |
|  |                                           |  |  |  |  |  |  |  |  |  |  |  |  |  |  |  |
|  | 5. Agnese Monadelschi                     |  |  |  |  |  |  |  |  |  |  |  |  |  |  |  |
|  |                                           |  |  |  |  |  |  |  |  |  |  |  |  |  |  |  |
|  |                                           |  |  |  |  |  |  |  |  |  |  |  |  |  |  |  |
|  | 22.                                       |  |  |  |  |  |  |  |  |  |  |  |  |  |  |  |
|  |                                           |  |  |  |  |  |  |  |  |  |  |  |  |  |  |  |
|  |                                           |  |  |  |  |  |  |  |  |  |  |  |  |  |  |  |
|  | 11.                                       |  |  |  |  |  |  |  |  |  |  |  |  |  |  |  |
|  |                                           |  |  |  |  |  |  |  |  |  |  |  |  |  |  |  |
|  |                                           |  |  |  |  |  |  |  |  |  |  |  |  |  |  |  |
|  | 23.                                       |  |  |  |  |  |  |  |  |  |  |  |  |  |  |  |
|  |                                           |  |  |  |  |  |  |  |  |  |  |  |  |  |  |  |
|  |                                           |  |  |  |  |  |  |  |  |  |  |  |  |  |  |  |
|  | 1. Giulia Farnese                         |  |  |  |  |  |  |  |  |  |  |  |  |  |  |  |
|  |                                           |  |  |  |  |  |  |  |  |  |  |  |  |  |  |  |
|  |                                           |  |  |  |  |  |  |  |  |  |  |  |  |  |  |  |
|  | 24. Giacobello Caetani                    |  |  |  |  |  |  |  |  |  |  |  |  |  |  |  |
|  |                                           |  |  |  |  |  |  |  |  |  |  |  |  |  |  |  |
|  |                                           |  |  |  |  |  |  |  |  |  |  |  |  |  |  |  |
|  | 12. Giacomo Caetani, Signore di Sermoneta |  |  |  |  |  |  |  |  |  |  |  |  |  |  |  |
|  |                                           |  |  |  |  |  |  |  |  |  |  |  |  |  |  |  |
|  |                                           |  |  |  |  |  |  |  |  |  |  |  |  |  |  |  |
|  | 25. Rosa d'Eboli                          |  |  |  |  |  |  |  |  |  |  |  |  |  |  |  |
|  |                                           |  |  |  |  |  |  |  |  |  |  |  |  |  |  |  |
|  |                                           |  |  |  |  |  |  |  |  |  |  |  |  |  |  |  |
|  | 6. Onorato Caetani, Duc de Sermoneta      |  |  |  |  |  |  |  |  |  |  |  |  |  |  |  |
|  |                                           |  |  |  |  |  |  |  |  |  |  |  |  |  |  |  |
|  |                                           |  |  |  |  |  |  |  |  |  |  |  |  |  |  |  |
|  | 26. Pirro Orsini, Comte de Nola           |  |  |  |  |  |  |  |  |  |  |  |  |  |  |  |
|  |                                           |  |  |  |  |  |  |  |  |  |  |  |  |  |  |  |
|  |                                           |  |  |  |  |  |  |  |  |  |  |  |  |  |  |  |
|  | 13. Giovanella Orsini                     |  |  |  |  |  |  |  |  |  |  |  |  |  |  |  |
|  |                                           |  |  |  |  |  |  |  |  |  |  |  |  |  |  |  |
|  |                                           |  |  |  |  |  |  |  |  |  |  |  |  |  |  |  |
|  | 27.                                       |  |  |  |  |  |  |  |  |  |  |  |  |  |  |  |
|  |                                           |  |  |  |  |  |  |  |  |  |  |  |  |  |  |  |
|  |                                           |  |  |  |  |  |  |  |  |  |  |  |  |  |  |  |
|  | 3. Giovanna Caetani                       |  |  |  |  |  |  |  |  |  |  |  |  |  |  |  |
|  |                                           |  |  |  |  |  |  |  |  |  |  |  |  |  |  |  |
|  |                                           |  |  |  |  |  |  |  |  |  |  |  |  |  |  |  |
|  | 28. Giovanni Orsini, Signore di Galera    |  |  |  |  |  |  |  |  |  |  |  |  |  |  |  |
|  |                                           |  |  |  |  |  |  |  |  |  |  |  |  |  |  |  |
|  |                                           |  |  |  |  |  |  |  |  |  |  |  |  |  |  |  |
|  | 14. Francesco Orsini, Duc de Gravina      |  |  |  |  |  |  |  |  |  |  |  |  |  |  |  |
|  |                                           |  |  |  |  |  |  |  |  |  |  |  |  |  |  |  |
|  |                                           |  |  |  |  |  |  |  |  |  |  |  |  |  |  |  |
|  | 29. Bartolomea Spinelli                   |  |  |  |  |  |  |  |  |  |  |  |  |  |  |  |
|  |                                           |  |  |  |  |  |  |  |  |  |  |  |  |  |  |  |
|  |                                           |  |  |  |  |  |  |  |  |  |  |  |  |  |  |  |
|  | 7. Caterina Orsini                        |  |  |  |  |  |  |  |  |  |  |  |  |  |  |  |
|  |                                           |  |  |  |  |  |  |  |  |  |  |  |  |  |  |  |
|  |                                           |  |  |  |  |  |  |  |  |  |  |  |  |  |  |  |
|  | 30. Ugone Scilliato                       |  |  |  |  |  |  |  |  |  |  |  |  |  |  |  |
|  |                                           |  |  |  |  |  |  |  |  |  |  |  |  |  |  |  |
|  |                                           |  |  |  |  |  |  |  |  |  |  |  |  |  |  |  |
|  | 15. Flavia Scilliato                      |  |  |  |  |  |  |  |  |  |  |  |  |  |  |  |
|  |                                           |  |  |  |  |  |  |  |  |  |  |  |  |  |  |  |
|  |                                           |  |  |  |  |  |  |  |  |  |  |  |  |  |  |  |
|  | 31. Rita di Molise                        |  |  |  |  |  |  |  |  |  |  |  |  |  |  |  |
|  |                                           |  |  |  |  |  |  |  |  |  |  |  |  |  |  |  |
|  |                                           |  |  |  |  |  |  |  |  |  |  |  |  |  |  |  |